# Пјотрков Кујавски
Пјотрков Кујавски (пољ. Piotrków Kujawski) град је у Пољској у Војводству кујавско-поморском. По подацима из 2012. године број становника у месту је био 4467.

## Становништво
| 2012. |
| ----- |
| 4.467 |

## Партнерски градови
- Званични веб-сајт